# Codex Theodosianus
Codex Theodosianus er en senantik lovsamling, en kodeks, som den østromerske kejser Theodosius II (408–450) og den  11-årige vestromerske kejser Valentinian III (425–455) beordrede. En kommission skulle sammenstille romerske love og kejserlige constitutiones af kristne kejsere siden 312.
Efter otte år var kodeksens 16 dele færdige og blev offentliggjort i 438 på latin, da den gjaldt begge rigsdele. Samlingen er en vigtig historisk kilde.
Codex Theodosianus blev benyttet i Vesteuropa efter det vestromerske riges undergang i 476 af Vestgoterne . I andre germanske riger dannede samlingen grundlag for lovbøger. Den var den vigtigste forløber for Codex Iustinianus, som den østromerske kejser Justinian 528 beordrede, og som skulle omfatte alle gyldige love siden Hadrian. Codex Iustinianus indgik i et større lovkompleks, som senere fik betegnelsen Corpus iuris civilis